# Ouèssè
Ouèssè è una città situata nel dipartimento delle Colline nello Stato del Benin con 113 080 abitanti (stima 2006).